# Metalloleptura virescens
Metalloleptura virescens là một loài bọ cánh cứng trong họ Cerambycidae.